# 柯棣华
德瓦纳特·桑塔拉姆·柯棣尼斯（羅馬化：Dwarkanath Shantaram Kotnis；1910年10月10日—1942年12月9日），汉名柯棣华，生于印度孟买，印度医生，因参加印度援华医疗队来到中国，后因积劳成疾辞世。

## 生平
柯棣华出生于印度孟买省的索拉普（今属马哈拉施特拉邦）。柯棣华出生时，其父是一家棉纺厂的经理，后来投身政界，当选为市政议员，在市政府内主管教育及卫生事务。其母早年聋哑。柯棣华幼年基本在绍拉普尔度过。
1914年，柯棣华在家乡小学上学。1920年毕业，随即升入公立英语学校诺思科特中学。1921年，转入文古拉上中学。1928年中学毕业，进入浦那的德干学院预科学习三年。1931年，进入孟买的戈瓦德达斯·桑达尔达斯医学院学习。因为参加学生运动，并且得罪了学院的新任院长而被迫退学。1932年12月，进入孟买格兰特医学院学习。1936年毕业，获医学学士学位，并开始研究生学习。1937年，在格兰特医学院出任住院外科医生，并准备参加更高学位的考试。
这时，父母想让柯棣华回家结婚，并准备帮柯棣华在家乡开办一家诊所。但柯棣华计划到英国留学，希望能成为英国皇家外科医师学会会员。因为留学英国学习医学的费用高，柯棣华曾写信向父亲借钱。但最终柯棣华决定先在孟买行医，攒钱之后再留学。对结婚问题，柯棣华坚持等事业有成后再考虑。
中国抗日战争于1937年爆发后，1938年6月9日，柯棣华在孟买申请加入印度国大党组织的印度援华医疗队。1938年9月1日，印度援华医疗队一行五人自孟买乘“拉齐普塔那号”邮船赴中国。1938年9月8日到9月14日，经槟榔屿、新加坡抵达英属香港。1938年9月17日，医疗队抵达中国广州。
1938年9月25日到11月16日，医疗队先后到中国国民党统治区的长沙、汉口、宜昌等地，曾在六十四陆军医院、八十七陆军医院等处工作。1938年11月21日，医疗队抵达重庆。此后曾在重庆市医院工作。1938年12月9日，医疗队五位大夫取了中国名字，即爱德华、卓克华、木克华、巴苏华、柯棣华。1939年1月16日，柯棣华得知父亲桑塔拉姆·纳拉扬·柯棣尼斯的死讯。
1939年1月21日，医疗队离开重庆，经西安赴延安。1939年2月12日，医疗队到达陕甘宁边区首府延安，受到中国共产党、八路军及陕甘宁边区人民欢迎。1939年3月18日，柯棣华被分配到距离延安25公里的拐峁八路军总医院担任外科医生。
1939年11月4日，爱德华、柯棣华、巴苏华赴晋东南抗日前线。1939年11月上旬到12月中旬，三人经西安、潼关，渡过黄河，翻越山脉，穿过日军的封锁线，于1939年12月21日抵达山西武乡县王家峪八路军总司令部，受到八路军总司令朱德欢迎。1940年2月3日，爱德华因患顽固性湿疹而被迫返回印度。医疗队仅剩柯棣华、巴苏华。
1940年2月上旬到3月底，柯棣华参访八路军总司令部下属单位。由于日军进攻，柯棣华随部队转战各地，最后到晋冀交界处，沿着太行山东部向前进。1940年4月初，柯棣华来到冀西抗日根据地，参与伏击日军军用列车。随后，柯棣华越过平汉铁路，抵达冀南抗日根据地。

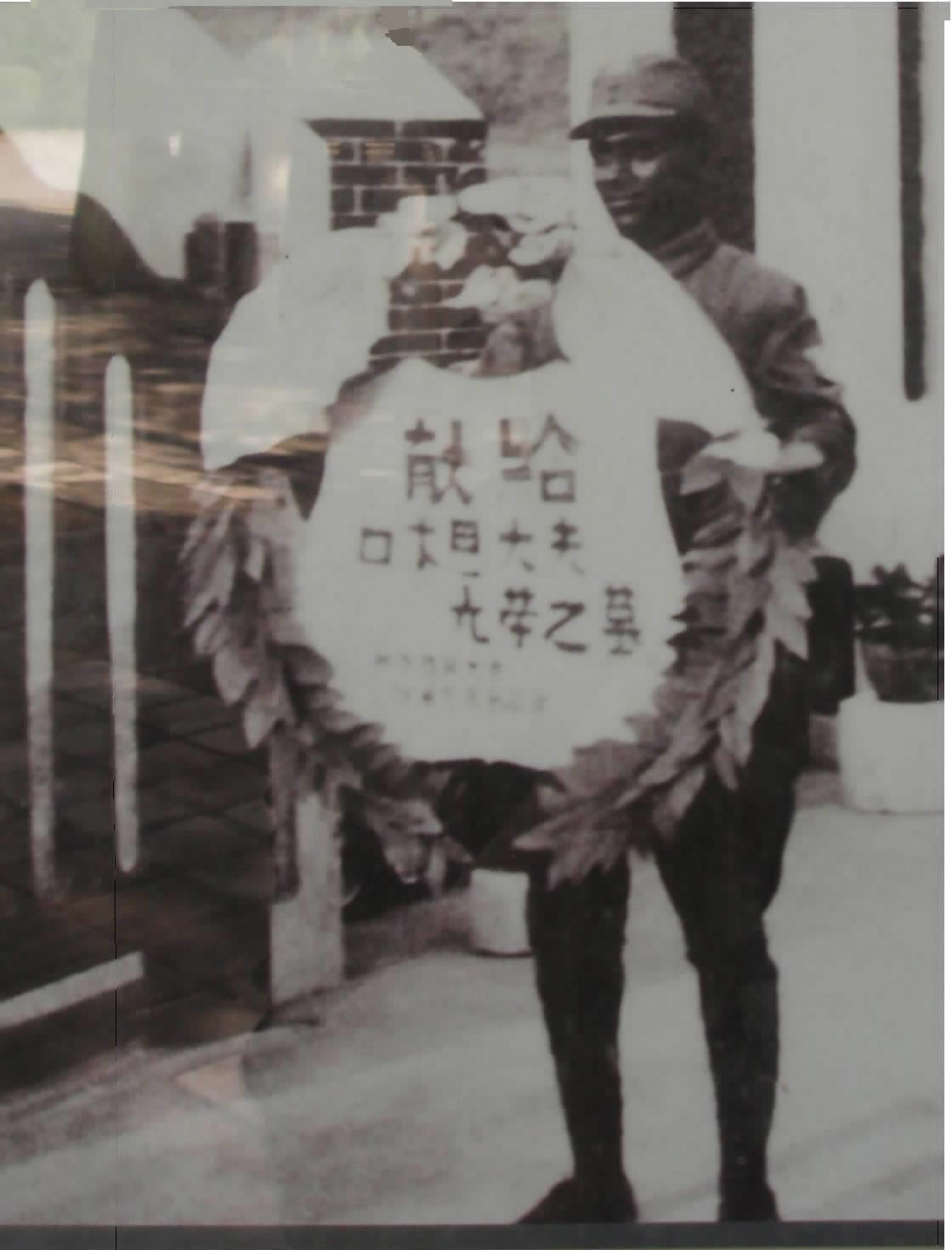
1940年6月21日，柯棣华代表印度援华医疗队参加了白求恩大夫陵墓揭幕仪式，献花圈。

1940年5月9日到5月底，柯棣华在山东省界向东走。途中所在部队驻地遭日军袭击，柯棣华与冀南军区司令部一道转移。日军包围冀南，柯棣华随一个骑兵连冲出包围，穿过日军多道封锁线，渡过滹沱河抵达冀中根据地。此后再度穿越平汉铁路，于1940年5月28日到达晋察冀边区。5月30日抵达冀中军区司令部，并到后方医院短暂工作。
1940年6月19日，柯棣华抵达晋察冀军区第三军分区。1940年6月21日，柯棣华代表印度援华医疗队参加了白求恩大夫陵墓揭幕仪式，献花圈。1940年6月28日，自保定以北70里处的晋察冀军区第一军分区启程前往北平以西的平西抗日根据地。1940年7月到8月初，抵达八路军平西挺进军司令部，为所属医院巡诊。
1940年8月6日到8月中旬，赴晋察冀边区的唐县葛公村，在晋察冀军区白求恩卫生学校及附属医院任外科医生及外科教员。1940年9月20日，参加百团大战，率一支医疗队到晋察冀军区第四军分区南线抢救伤员。1940年10月，回到葛公村的驻地。巴苏华奉命去延安。
1941年初，晋察冀军区白求恩卫生学校附属医院扩建，更名为白求恩国际和平医院，柯棣华被任命为第一任院长。1940年8月，柯棣华患绦虫病，1941年6月转为癫痫。此后癫痫一再复发。1941年11月25日，和晋察冀军区白求恩卫生学校护理教员郭庆兰结婚。1942年7月7日，加入中国共产党。1942年8月23日，郭庆兰生一子，聂荣臻司令员为其取名“印华”（“印”代表印度，“华”代表中华，连起可视为“印度之花”或“印度和中国”）。
1942年12月9日凌晨6时15分，柯棣华因癫痫发作，在前线河北省唐县葛公村逝世，年仅32岁。 12月10日，在唐县葛公村，白求恩国际和平医院及白求恩卫生学校的干部、师生、伤员与附近农民数千人为柯棣华举行追悼会。柯棣华病逝的消息传到延安后，延安各界也举办追悼会，各根据地的医务工作者掀起“学习柯棣华作风”热潮。毛泽东为悼念柯棣华亲书条幅：“印度友人柯棣华大夫，远道来华，援助抗日，在延安、华北工作五年之久，医治伤员，积劳病逝，全军失一臂助，民族失一友人。柯棣华大夫的国际主义精神，是我们永远不应该忘记的。”这帧条幅目前存放于柯棣华家族。朱德为柯棣华陵墓题词：“生长在恒河之滨，斗争在晋察冀，国际主义医士之光，辉耀着中印两大民族。”周恩来给柯棣华在印度的亲属写信。巴苏华写下一篇悼文。柯棣华病逝的消息传到印度后，印度各界人士纷纷到柯棣华家吊唁，并给其母与兄妹寄来许多唁电、信件。
柯棣华被安葬在唐县的晋察冀烈士陵园。1953年，和白求恩一道迁葬石家庄的华北军区烈士陵园。

## 纪念

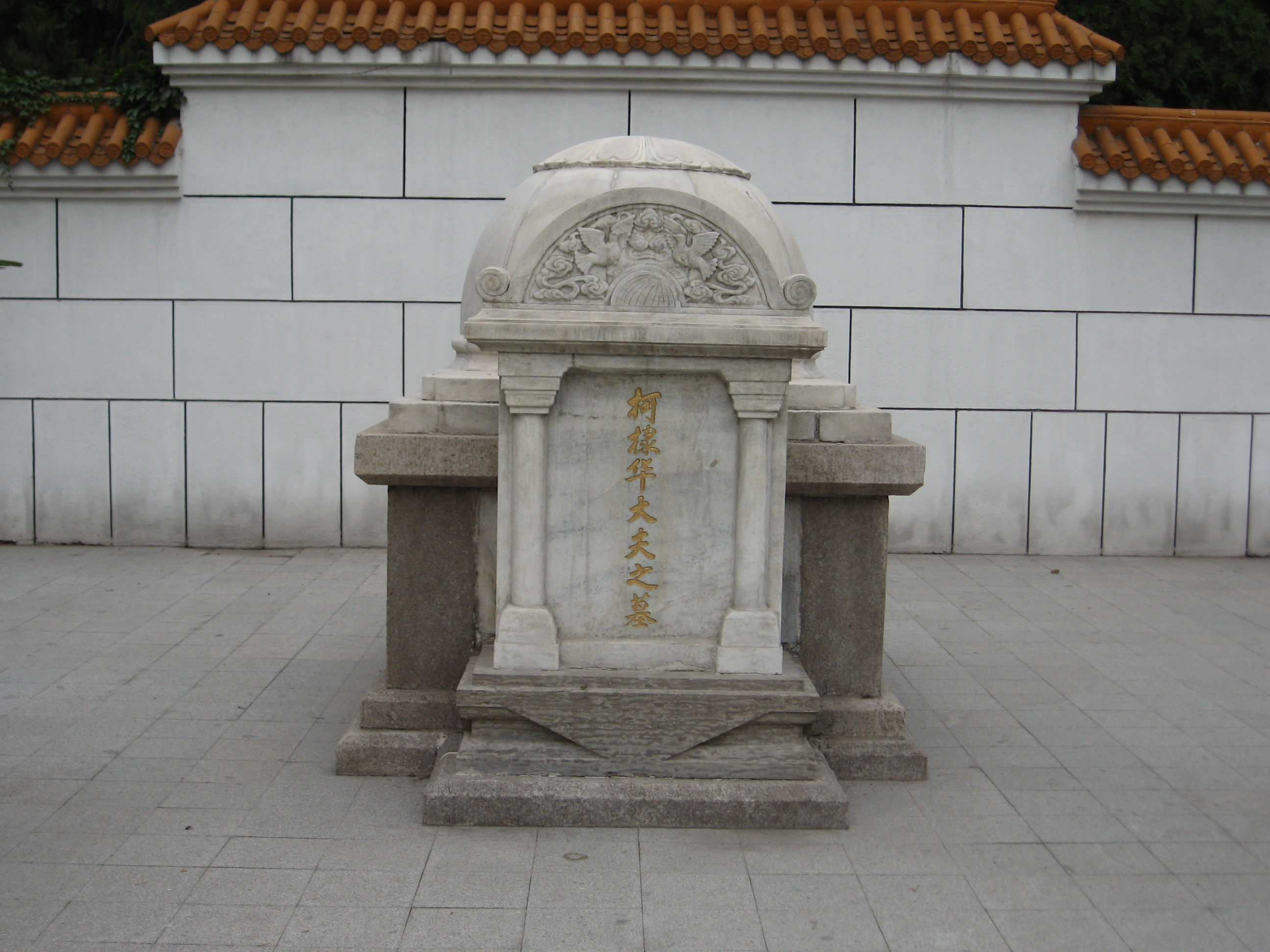
华北军区烈士陵园内的柯棣华墓

很多访问印度的近现代中国领导人，如周恩来、江泽民、朱镕基、胡锦涛、李克强等，都慰问过他在印度的家族。2014年，在习近平访问印度时，将和平共处五项原则友谊奖颁发给了柯棣华的家族代表。
中国和印度都为了纪念他发行过邮票，印度还曾以他的生平事迹拍过一部电影。
中国有多处柯棣华的纪念设施：
- 白求恩·印度援华医疗队纪念馆：位于河北省石家庄市华北军区烈士陵园，馆内收藏有印度援华医疗队的许多文物及照片。
- 柯棣华雕像及墓：位于河北省石家庄市华北军区烈士陵园。
- 柯棣华纪念馆：位于河北省石家庄市中国人民解放军联勤保障部队第九八〇医院。
- 白求恩柯棣华纪念馆：位于河北省唐县。
- 晋察冀烈士陵园：位于河北省唐县，内有柯棣华墓的原址。

## 家庭
- 父：桑塔拉姆·纳拉扬·柯棣尼斯（1882年-1938年）
- 母：悉达·桑塔拉姆·柯棣尼斯（原名普列塔）（1890年-1965年）
- 大哥：曼凯希·桑塔拉姆·柯棣尼斯（？-1979年）
- 大妹：莎罗吉尼·萨达西伍·科特（又名希拉，或赫如）（？-1982年）
- 二妹：莉拉瓦蒂·达塔拉姆·帕勒卡（又名玛哈尔萨，或玛哈拉莎）
- 弟弟：维塔尔·桑塔拉姆·柯棣尼斯
- 三妹：马诺拉玛·桑塔拉姆·柯棣尼斯
- 四妹：苏瑞卡·拉曼·纳德卡尔尼（又名萨如，或莎罗吉尼）
- 五妹：瓦特萨拉·桑塔拉姆·柯棣尼斯（又名巴比）[7]
- 妻：郭庆兰（1916年-2012年）
- 子：柯印华（1942年-1967年）